# ChemgaPedia
Die ChemgaPedia war eine von der öffentlichen Hand geförderte multimediale Lernenzyklopädie, die sich an Studenten der Naturwissenschaften, Schüler und Auszubildende in naturwissenschaftlich-technischen Berufen richtete.

## Entwicklung
Zwischen 1999 und 2004 wurde die Entwicklung der ChemgaPedia durch das deutsche Bundesministerium für Bildung und Forschung (BMBF) im Rahmen des Projekts „Vernetztes Studium – Chemie“ gefördert. Während dieser Zeit waren 16 Universitäten aus Deutschland, aus der Schweiz und aus Großbritannien an der Erstellung der Inhalte beteiligt. Nach Ablauf des Fördervorhabens sind die Nutzungs- und Verwertungsrechte an das Fachinformationszentrum (FIZ) Chemie Berlin übergegangen, die Lernenzyklopädie wurde weiterentwickelt und ausgebaut. 2013 wurde sie im Rahmen der Abwicklung des FIZ Chemie Berlin vom Verlag Wiley-VCH übernommen. Nach 10 Jahren hat der Verlag Wiley-VCH als rechtmäßiger Inhaber und Anbieter der Inhalte das Online-Angebot eingestellt.

## Inhalte
Enthalten waren rund 4000 Erläuterungen zu Fachbegriffen aus dem Themengebiet Chemie und verwandten Wissenschaften wie Biochemie, Pharmazie, Physik und Mathematik sowie etwa 370 Biografien zu Naturwissenschaftlern. Die Inhalte waren in Kurse und Tutorials aus insgesamt 1800 unterschiedlichen Lerneinheiten inklusive Übungen und Lernkontrollen gegliedert.
Ein Teil des Angebots – rund 130 Lerneinheiten – war auch auf Englisch verfügbar.

## Rezeption
Die ChemgaPedia wurde unter anderem vom Deutschen Bildungsserver, vom Leibniz-Institut für Wissensmedien, der Universität Ulm und der Universität Kiel empfohlen.
Laut eigenen Angaben nutzten monatlich rund 350 000 Personen die ChemgaPedia.